# Цкарозія Акакі Торнікевич
Акакі Торнікевич Цкарозія (нар. 2 серпня 1988, Тбілісі, Грузинська РСР) — грузинський, російський та український футболіст, півзахисник та нападник.

## Життєпис
У 2002 році разом з родичами виїхав на постійне проживання до Санкт-Петербурга. Вихованець футбольної школи «Зміна» (Санкт-Петербург), в якій займався протягом 6 років. За договором між «Зміною» та «Зенітом» повинен був підсилити гранд російського футболу, але через травму, отриману напередодні підписання контракту, трансфер зірвався. Футбольну кар'єру розпочав у 2006 році в аматорському клубі «Знамя Труда» (Орєхово-Зуєво), наступного року перейшов до «Машука». В п'ятигорському клубі основним гравцем не був, зіграв 2 поєдинки за «Знамя Труда» в Першому дивізіоні чемпіонату Росії. У 2007 році повернувся на батьківщину й короткий період часу виступав у «Локомотиві» (Тбілісі), але вже незабаром знову виїхав за кордон, цього разу до Сербії, де спочатку виступав у нижчоліговому белградському «Синджеличі», після чого підсилив «Бежанію» з Першої ліги Сербії. У 2009 році повернувся до Грузії, де виступав за «Самтредію» у Лізі Еровнулі (вищий дивізіон грузинського чемпіонату). 
Під час зимового трансферного вікна сезону 2009/10 років був на перегляді в луганській «Зорі» та київській «Оболоні», в якій його хотів бачити Сергій Ковалець, але підписав контракт з першоліговим «Прикарпаттям». Дебютував у футболці івано-франківців 15 березня 2010 року в нічийному (1:1) виїзному поєдинку 17-го туру Першої ліги проти охтирського «Нафтовика-Укрнафти». Цкарозія вийшов на поле в стартовому складі, а на 89-й хвилині його замінив Роман Малендевич. Дебютним голом за прикарпатців відзначився 19 березня 2010 року на 21-й хвилині програного (1:2) виїзного поєдинку 18-го туру Першої ліги проти калінінського «Фенікс-Іллічовця». Акакі вийшов на поле в стартовому складі, а на 75-й хвилині його замінив Валентин Романчук. У футболці «Прикарпаття» в чемпіонаті України зіграв 24 матчі та відзначився 3-а голами, ще 1 поєдинок провів у кубку України. Під час зимового трансферного вікна сезону 2010/11 років перейшов до словацького клубу «Бодва» (Молдава-над-Бодвоу) з Другої ліги місцевого чемпіонату. Влітку 2013 року повернувся до Грузії та підписав контракт з клубом топ-5 місцевого чемпіонату «ВІТ Джорджія». Влітку 2014 року підсилив склад «Мерані» (Мартвілі). У 2015—2017 роках почергово виступав у «Мерані» (Мартвілі) та «Зугдіді». У 2018 році захищав кольори ФК «Телаві».